# Wii U

Herní konzole Wii U

Ovladač GamePad

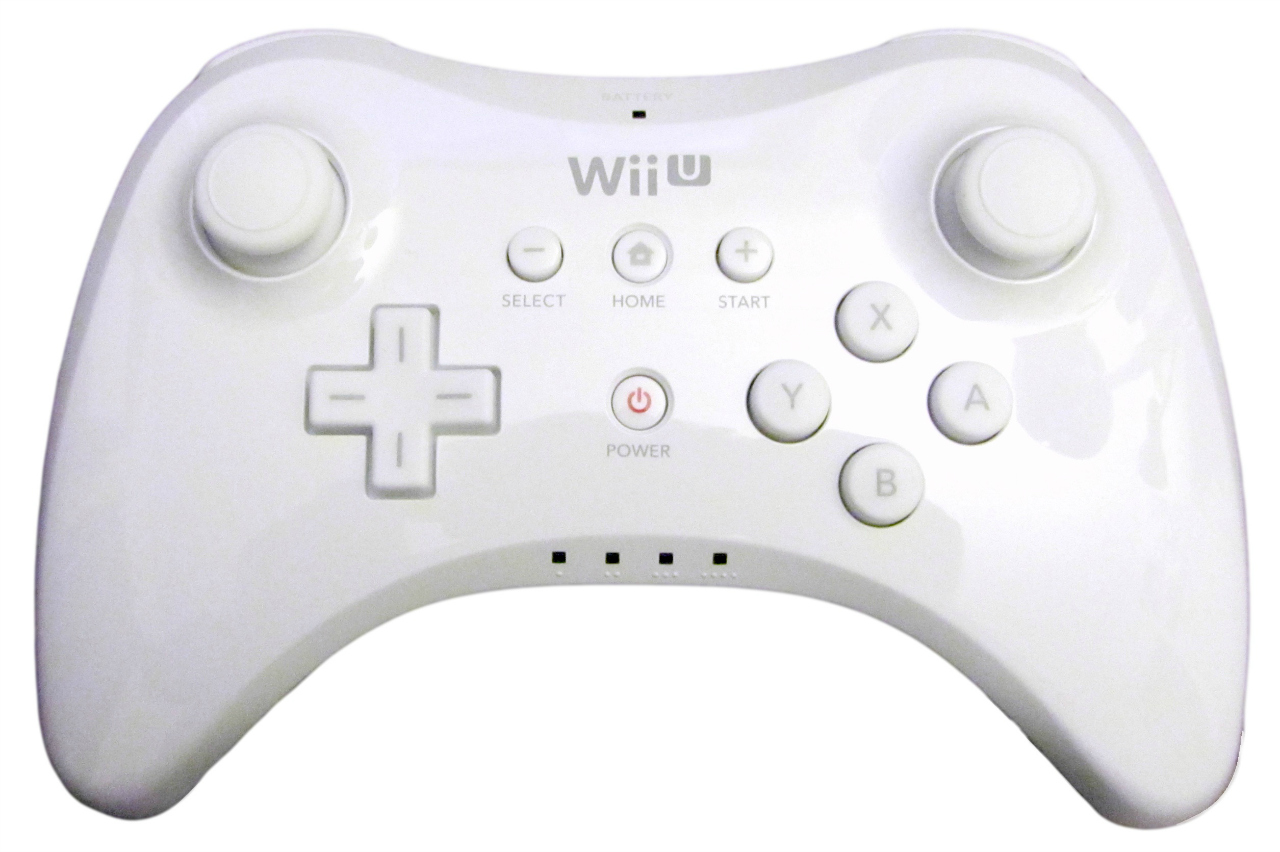
Ovladač Pro Controller má běžnější design než GamePad

Wii U je herní konzole vyráběná společností Nintendo jakožto nástupce předchozí konzole Wii. Patří do osmé generace herních konzolí. Na trh byla vydána 18. listopadu 2012 v Severní Americe, následována 30. listopadu Evropou a Austrálií a 8. prosince vyšla v Japonsku.
Jde o první konzoli Nintenda s podporou rozlišení 1080p (Full HD), disponuje 2 GB paměti RAM, nicméně polovinu si zabere operační systém konzole. Je prodávána ve dvou základních variantách, bílý Basic Set s 8GB flash paměti a černý Deluxe Set s 32GB flash paměti, stojanem a dokovací stanicí.
Systém je zpětně kompatibilní s hrami a s řadou příslušenství pro starší Wii. Hardwarově je kompatibilní i s hrami pro GameCube, ale nepodporuje její 8cm disky a její příslušenství, nicméně Nintendo již vyjádřilo záměr prodávat hry pro GameCube pomocí digitální distribuce.
Ačkoliv byla konzole ceněna za své inovace, mimo jiné za ovladač GamePad, zpětnou kompatibilitu s konzolí Wii, přiměřenou cenu a online funkce, setkala se s kritikou kvůli relativně nízkému výkonu ve srovnání s konkurenčními zařízeními téže generace, omezené nabídce her a nedostatečnému marketingu. Po finanční stránce nebyla úspěšná a celkové prodeje dosáhly přibližně 13 milionů kusů, což z ní činí jednu z nejméně prodávaných konzolí v historii Nintenda.
Výroba konzole byla ukončena 31. ledna 2017, tedy necelé 2 měsíce před vydáním nástupnické konzole Nintenda Switch. Většina exkluzivních her pro Wii U byla vydána též na Switch.

## Technické parametry
| Integrované obvody - Procesor: tříjádrový IBM PowerPC 750 Espresso, podle neoficiálních informací taktovaný na frekvenci 1,24 GHz - GPU: AMD Radeon HD Latte, s neoficiálně zjištěnou frekvencí 550 MHz Operační paměť - 2 GB operační paměti DDR3 RAM, z toho 1 GB je vyčleněn pro operační systém a nepřístupný hrám. Porty a ostatní rozšíření: - Výstup na televizi - Výstup HDMI - Slot na karty SD - Sensor Bar port - WiFi 802.11b/g/n integrovaný bezdrátový modul - USB 2.0 porty (4x) | Paměť: - 8 GB / 32 GB vestavěné NAND flash paměti podle varianty konzole - Rozšiřitelné pomocí SD paměťových karet s podporou SDHC až do 32 GB a externími HDD do kapacity 2 TB. - Disková mechanika, která čte 12 cm Wii a Wii U disky Video - 1080p, 1080i, 720p, 576i (PAL), 480p, 480i, standard 4 : 3 a 16 : 9 širokoúhle - Component (včetně progresivního řádkování), RGB SCART (pouze pro PAL), S-Video (pouze NTSC), kompozitní výstup, CINCH nebo D-Terminal přes konvertory jiných výrobců Audio - Stereo – podpora formátu Dolby Pro Logic II - HDMI – šestikanálové (5.1) lineární PCM |

## Ovladače
Konzole Wii U disponuje v základu ovladačem GamePad. Jeho hlavním rysem je vestavěná dotyková obrazovka s úhlopříčkou 15,7 cm, která může být použita jako společník pro hraní her v televizi nebo jako prostředek pro hraní her samostatně i bez televize. Ovladač Pro Controller má běžnější design než GamePad, výdrž bez nabití má až 80 hodin. Konzole je také kompatibilní se staršími ovladači Wii Remote a připojením Nunchuk.